# Vitis wuhanensis
Vitis wuhanensis — вид ліан з роду Виноград (Vitis) та з родини Виноградові (Vitaceae). Росте у лісах, чагарниках та на схилах долин, на висоті від 300 до 700 м над рівнем моря. Є ендеміком для Китаю (провінції: Хенань, Хубей, Цзянсі).

## Опис
Гілки тонкі, шиповидні. Вусики роздвоєні, листоподібні. Листя просте, прилистки буроваті, еліптично-ланцетні, від 2,5 до 3,5 мм завдовжки та від 1 до 1,5 мм завширшки, верхівка тупа або загострена. Черешок розміром від 1,5 до 4 см. Прикореневі гілки нерозвинені. Квітконіжка гола, від 2 до 3 мм. Бруньки обернено-еліптичні, верхівка округла, розміром від 1,5 до 2,5 мм. Ягода куляста, 6-7 мм в діаметрі. Цвіте з квітня по травень. Плодоносить з травня по липень.